# Раматхибоди I
Раматхибоди I (тайск. รามาธิบดีที่ 1) (1314—1369) — первый король Аютии, исторического государства на территории современного Таиланда, правивший с 1350 до своей смерти в 1369 году.
До начала правления был известен под именем У-Тхонг (тайск. อู่ทอง), что означает «Золотая колыбель». Считал себя потомком короля Менграя Великого. Согласно наиболее известному источнику, записке XVII века голландца Иеремии Ван Влийта, У-Тхонг по происхождению был китайцем. Преуспев в торговле, он приобрел достаточно влияния, чтобы прийти к власти в прибрежном городе Пхетбури. 
Став королём, Раматхибоди I основал новую столицу (город Аютию), установил четыре главных административных поста страны (министров внутренних дел, финансов, королевского имущества и сельского хозяйства) и кодифицировал законы. Территория королевства включала в себя большую часть Малайи.
Раматхибоди заключил союз с китайской династией Мин. В 1352 году король осадил кхмерский город Яшодхарапура, в следующем году взял его и посадил на трон одного из своих сыновей. Однако в 1357 году кхмеры смогли вернуть себе город.
Смерть короля вызвала междоусобицу из-за права наследования. Первоначально королем стал сын Раматхибоди принц Рамесуан, но потом ему пришлось отречься в пользу Бороморачи I, шурина Раматхибоди.